# استسیخروس
استسیخروس (زبان یونانی: Στησίχορος؛ ۱ ژانویهٔ ۰۶۳۰ – ۱ ژانویهٔ ۰۵۵۵) نخستین شاعر بزمی باخترزمین بود.
او به‌ویژه برای داستان‌سرایی بزمی مشهور است. در متون کهن، از زندگی او چیزهایی گفته شده، که به شهرت او کمک کرده‌است. ازجمله، مخالفتش با فرمان‌روایی به نام فالاریس، و نابینایی‌اش که بنا به داستان‌ها، به‌دنبال سرودن چامه‌هایی توهین‌آمیز علیه هلن به آن دچار، و سپس، با ستودن هلن، درمان شد.
استسیخروس از ۹ شاعر بزمی بوده‌است که دانش‌وران عصر هِلِنی اسکندریه به آنان احترام می‌گذاشتند. با این حال، سروده‌های استسیخروس در جذب هم‌عصرانش چندان موفق نبود و اندکی از آثار او به‌جای مانده‌است.